# Telmatobufo bullocki
Espèce
Statut de conservation UICN

 EN B1ab(iii) : En danger
Telmatobufo bullocki est une espèce d'amphibiens de la famille des Calyptocephalellidae. Elle fait partie de la liste des 100 espèces les plus menacées au monde établie par l'UICN en 2012.

## Répartition

Distribution

Cette espèce est endémique du Sud du Chili. Elle se rencontre dans la région d'Araucanie entre 800 et 1 200 m d'altitude dans la Cordillera de Nahuelbuta dans la cordillère de la Costa.

## Description
À l'âge adulte, cette grenouille possède une petite taille qui varie entre 60 mm et 80 mm environ. Son aspect se caractérise par un dos recouvert de glandes proéminentes, dont une plus importante derrière chaque œil, tandis que son ventre est plutôt lisse.
Leurs têtards sont morphologiquement adaptés à la vie dans les rivières et ruisseaux rapides avec leur large bouche ventrale et leur nageoire caudale, robuste et musclée.
Elle ressemble à deux autres espèces la Telmatobufo australis et la Telmatobufo venustus, mais s'en distingue par une bande jaune entre les deux yeux, non présente chez ces dernières.

## Étymologie
Cette espèce est nommée en l'honneur de Dillman Samuel Bullock (1878-1971) qui a recueilli les deux spécimens types.

## Publication originale
- Schmidt, 1952 : A new leptodactylid frog from Chile. Fieldiana, Zoology, vol. 34, no 2, p. 11-15 (texte intégral).